# Prix Alain-Fournier
Il Prix Alain-Fournier è un premio letterario francese assegnato ogni anno in occasione delle Journées du Livre (Giornate del Libro) nella città di Saint-Amand-Montrond (Cher), a una penna nascente. I romanzi concorrenti devono essere pubblicati, non essere opere «regionaliste» ed essere scritti da autori non ancora premiati.

## Vincitori
- 1986 - Pierre Bergounioux, Ce pas et le suivant (Gallimard)
- 1987 - Jean Lods, Le Bleu des vitraux (Gallimard)
- 1988 - Richard Jorif, Le Navire Argo (François Bourin)
- 1989 - Luce Tillier, L'Ordre troublant des nénuphars (Kupczyk)
- 1990 - Philippe Delerm, Autumn (Le Rocher)
- 1991 - Anne-Marie Garat, Chambre noire (Flammarion)
- 1992 - Régine Detambel, Le Long Séjour (Julliard)
- 1993 - Amélie Nothomb, Igiene dell'assassino (Hygiène de l'assassin, Albin Michel)
- 1994 - Alain Delbe, Les Îles jumelles (Phébus)
- 1995 - Nicolas Kieffer, Peau de lapin (Seuil)
- 1996 - Xavier Hanotte, Manière noire (Belfond)
- 1997 - Dominique Sigaud, L'Hypothèse du désert (Gallimard)
- 1998 - Laurent Ardenne, Le Mal de Malifaut (Le Temps des Cerises)
- 1999 - Louis Maspero, Une  île au bord du désert (L'Aube)
- 2000 - Joël Egloff, Edmond Ganglion & Figlio (Edmond Ganglion & fils, Le Rocher)
- 2001 - Adeline Yzac, Le Dernier de la Lune (Le Rouergue)
- 2002 - Véronique Olmi, Bord de mer (Actes Sud)
- 2003 - Dominique Mainard, Leur histoire (Joëlle Losfeld)
- 2004 - Jean-Louis Serrano, Le Monde m'était promis (Editions de l'Aube)
- 2005 - Karine Mazloumian, Tanguer (Plon)
- 2006 - Hélène Bonafous-Murat, Morsures (Editions Le Passage)
- 2007 - Laurence Tardieu, Puisque rien ne dure (Editions Stock)
- 2008 - Karima Berger, Filiations dangereuses (Editions Chèvre-feuille étoilée)
- 2009 - Yasmine Char, La main de Dieu (Gallimard)
- 2010 - Tatiana Arfel, L'Attente du soir (José Corti)
- 2011 - Pierre Cendors, Engeland (Finitude)
- 2012 - Yamen Manai, La Sérénade d'Ibrahim Santos (Elyzad)
- 2013 - Gaëlle Josse, Nos vies désaccordées (Éditions Autrement)
- 2014 - Gaël Brunet, La Battue (Rouergue)
- 2015 - Marie-Aimée Lebreton, Cent-sept ans (Buchet-Chastel)
- 2016 - Cécile Huguenin, La Saison des mangues (Heloïse d'Ormesson)
- 2017 - Guy Boley, Fils de feu (Grasset)
- 2018 - Jean-Baptiste Andrea, Ma Reine (L'Iconoclaste)
- 2019 - Bruno Pellegrino, Là-bas, août est un mois d’automne (ZOE)
- 2020 - Mélissa Da Costa, Tout le bleu du ciel (Carnets Nord)
- 2021 - Adrien Borne, Mémoire de soie (Lattès)[2]
- 2022 - Annie Lulu, La Mer Noire dans les Grands Lacs (éditions Juilliard)
- 2023 - Mathieu Pieyre, Le Professeur d'anglais (éditions Arléa)[3]
- 2024 - Paul Saint Bris, L'allègement des vernis (Philippe Rey)[4]